# Jun Suzuki (fodboldspiller, født i 1993)
 For alternative betydninger, se Jun Suzuki. (Se også artikler, som begynder med Jun Suzuki)
Jun Suzuki (født 30. juli 1993) er en japansk fodboldspiller.
Han har spillet for flere forskellige klubber i sin karriere, herunder FC Gifu.